# Lydia Mordkovitch
Pour les articles homonymes, voir Mordkovitch.
Lydia Mordkovitch (en russe : Лидия Менделевна Мордкович, née Shtimerman ; Saratov, 30 avril 1944 – Londres, 9 décembre 2014) est une violoniste russe.

## Biographie

### Formation
Lydia est née à Saratov en Russie. Après la guerre la famille revient à Chisinau. Elle commence le violon à sept ans, faute d'avoir les moyens pour acheter un piano. En 1960, elle déménage à Odessa, où elle étudie à l'École de musique Stolyarsky, d'abord avec Veniamin Mordkovitch et jusqu'en 1962 avec Nezhdanova. Elle s'installe ensuite à Moscou, où elle étudie au Conservatoire Tchaïkovski avec David Oistrakh, dont elle devient l'assistante de 1968 à 1970. « Dans une leçon qu'il a donnée plus que quiconque en un an », dira la violoniste de son maître.
Au cours de cette période, elle se marie et a une fille, Ilana – pianiste qui a joué plus tard sous le prénom de Elena, et avec sa mère –, et gagne le concours national des jeunes musiciens à Kiev en 1967. En 1969, elle est lauréate du concours Marguerite Long-Jacques Thibaud à Paris (cinquième place – pas de première place décernée cette année-là).

### Carrière
Entre 1970-73, elle étudie à l'Institut des Arts, puis émigre en Israël en 1974 où elle enseigne à l'Académie de musique de Jérusalem, jusqu'en 1979, lorsqu'elle décide de s'installer au Royaume-Uni, après sa première apparition avec le Hallé Orchestra sous la direction Walter Susskind, dans le concerto de Tchaïkovski, puis avec le Philharmonia et Zdeněk Mácal dans le concerto de Beethoven. Elle joue dès lors sur un violon de Nicolò Gagliano (en) de 1746, choisi par Isaac Stern et acheté pour elle, par Gita Sherover. À partir de 1980, elle réside définitivement au Royaume-Uni, où elle soutient sa thèse de doctorat. Son mariage s'est terminé au cours de cette période (d'avec Leonid Beniaminovitch Mordkovitch – fils de Veniamin, ancien professeur). Elle fait ses débuts aux États-unis avec Georg Solti et l'Orchestre Symphonique de Chicago en  1982, et avec Riccardo Muti à Philadelphie. Elle joue également aux Pays-Bas, à Rotterdam, Amsterdam et avec l'Orchestre de la Haye.
Après un premier contrat pour RCA, Mordkovitch signe en 1980 avec le label Chandos, dont elle avait rencontré le fondateur, Brian Couzens, lors d'un séjour en Israël. Son premier enregistrement pour Chandos, contenait des sonates de compositeurs tels que Prokofiev, Schumann et Richard Strauss, avec le pianiste Gerhard Oppitz. Sa discographie complète pour le label comprend plus de 60 enregistrements, notamment des œuvres de J. S. Bach, Brahms (avec Kurt Sanderling), Maayani Ami, Chostakovitch, Prokofiev et des compositeurs anglais tels Bax, Alwyn, Bliss, Howells et Jean Veale.
Ses enregistrements des concertos pour violon de Chostakovitch ont remporté un Gramophone Award en 1990 et en France un « 10 » de Répertoire. Elle a fait de nombreux enregistrements sous la direction de Neeme Järvi, mais les projets d'enregistrement du Concerto de Tchaïkovski n'ont pas abouti. En Angleterre, Mordkovitch a été professeur de violon d'abord à la Royal Northern College of Music de Manchester, puis à l'Académie Royale de Musique (1980) de Londres à partir de 1995, et considérée comme spécialiste de la musique russe.
Lydia Mordkovitch est morte d'un cancer à Londres le 9 décembre 2014, âgée de 70 ans. Elle laisse dans le deuil sa fille et sa petite-fille.
La sonate pour violon seul d'Ami Maayani lui est dédiée.

## Discographie
Chambre
- Prokofiev, Chostakovitch, Schnittke, Sonates pour violon, Sonate pour 2 violons, Preludium in memoriam D. Shostakovich - Emma Young, violon ; Clifford Benson, piano (11 décembre 1990/12 avril 1991, Chandos CHAN 8988)
- Ysaye, 6 Sonates pour violon seul (26-27 janvier 1986, Chandos CHAN 8599)

Concertos
- Bliss, Concerto pour violon - BBC National Orchestra of Wales, dir. Richard Hickox (17-18 janvier 2006, Chandos CHAN 10380)
- Brahms, Bruch, Double concerto pour violon et violoncelle ; Concerto pour violon no 1 - Raphael Wallfisch, violoncelle ; Orchestre symphonique de Londres, dir. Neeme Järvi (9/13 juillet 1988, Chandos CHAN 8667)
- Bruch, Concerto pour violon nº 2 - Orchestre symphonique de Londres, dir. Richard Hickox (4–7 octobre 1998, Chandos)
- Bruch, Concerto pour violon nº 3 - Orchestre symphonique de Londres, dir. Richard Hickox (7 octobre 1998, Chandos CHAN 9784)
- Chostakovitch, Concerto pour violon - Scottish National Orchestra, dir. Neeme Järvi (16-17 octobre 1989, Chandos CHAN 8820)[9] (OCLC 258282305)
- Kabalevski, Concerto pour violon, op. 48 - Royal Scottish Symphony Orchestra, dir. Neeme Järvi (2002, Chandos)
- Khatchatourian, Concerto pour violon - Scottish National Orchestra, dir. Neeme Järvi (5/7 septembre 1990, Chandos) (OCLC 906563793)
- Moeran, Concerto pour violon - Ulster Orchestra, dir. Vernon Handley (Chandos CHAN 10168)
- Prokofiev, Concertos pour violon - Scottish National Orchestra, dir. Neeme Järvi (27-30 septembre 1988, Chandos CHAN 8709 / CHAN 10540)[10] (OCLC 469693067)
- Szymanowski, Concertos pour violon (1996, Chandos CHAN 9496)